# 1985 год в науке
В 1985 году произошли различные научные и технологические события, некоторые из которых представлены ниже.

## События

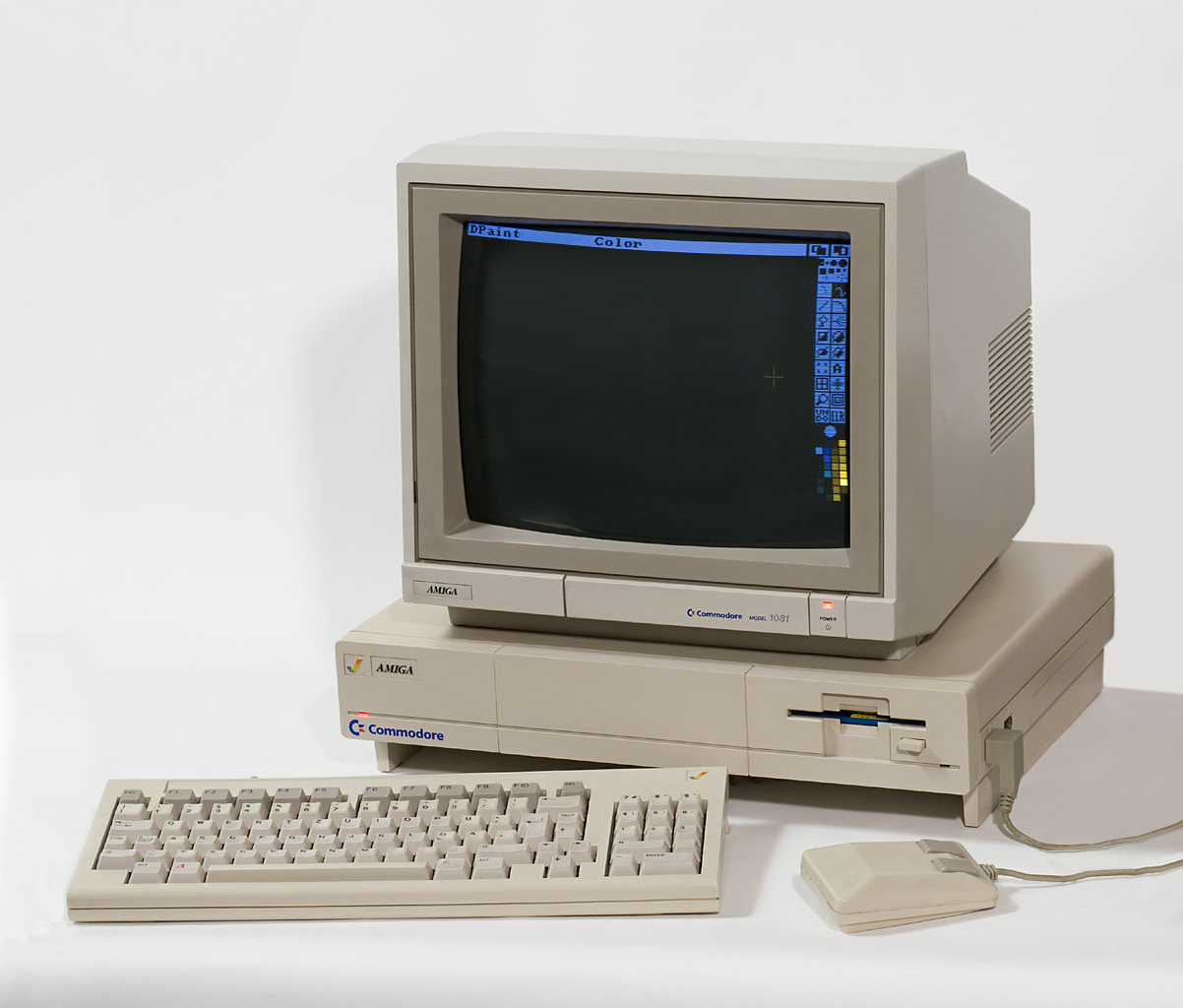
Amiga 1000 — первый в мире мультимедийный персональный компьютер (Commodore)

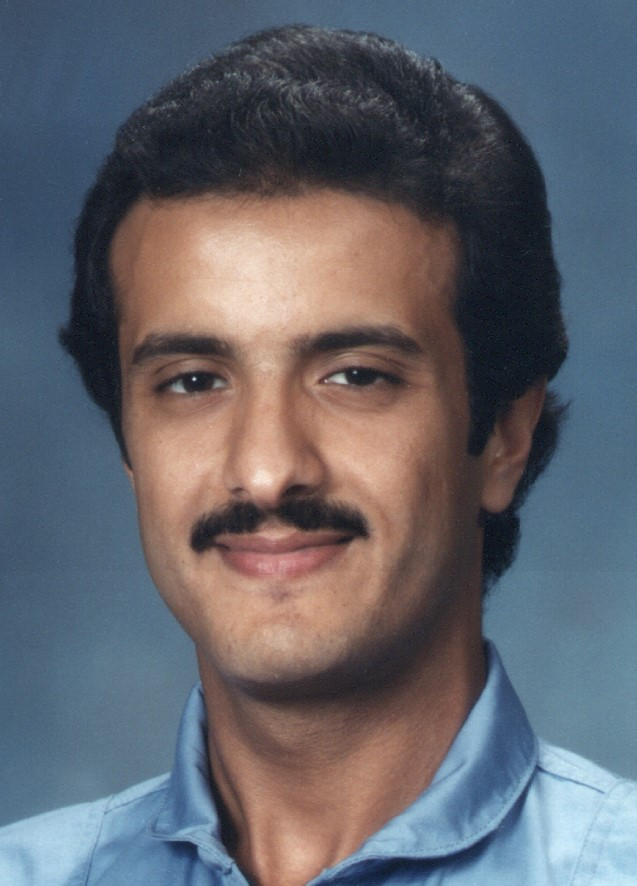
Принц Султан ибн Салман ибн Абдель Азиз ас-Сауд — первый мусульманин в космосе

Фуллерен С_{60}

- 1 января — зарегистрированы первые домены верхнего уровня: .arpa, .com, .edu, .gb, .gov, .mil, .net, .org, .us.
- 9 января — создан Центральносибирский заповедник[3][4].
- 4 марта — Управление по санитарному надзору за качеством пищевых продуктов и медикаментов США утвердило тест крови на СПИД, который с этого момента стал обязательным для всей донорской крови в США.
- 15 марта — зарегистрировано первое доменное имя symbolics.com[5][6].
- 16 мая — учёные из British Antarctic Survey впервые обнаружили озоновую дыру[7][8][9].
- 6 июня — запуск советского пилотируемого космического корабля Союз Т-13 (вернулся на Землю 26 сентября) и восстановление работоспособности станции Салют-7[10].
- 17 июня — в США начал вещание канал Discovery.
- 24 июня — шаттл Discovery завершил миссию STS-51-G, которая более всего запомнилась полётом Султана бен Салмана бен Абдель Азиза ас-Сауда, первого араба и первого мусульманина в космосе.
- 24 июля — в Нью-Йорке, в Центре Линкольна прошла презентация первого в мире мультимедийного персонального компьютера Amiga 1000.
- 13 октября — первые столкновения пучков на коллайдере Тэватрон на энергии 800 ГэВ/пучок[11].
- 20 ноября — выпущена Microsoft Windows 1.0[12].
- 18 декабря — создан Усть-Ленский заповедник[3]
- 20 декабря — опубликован метод полимеразной цепной реакции.

### Открытия
- Фуллерен: Роберт Кёрл, Харольд Крото, Ричард Смолли.

### Новые виды животных
- Животные, описанные в 1985 году

## Награды
- Нобелевская премия:
  - Физика — Клаус фон Клитцинг «за открытие квантового эффекта Холла».
  - Химия — Хербет Хауптман, Джером Карл «за выдающиеся достижения в разработке прямого метода расшифровки структур».
  - Физиология и медицина — Майкл Браун, Джозеф Голдштейн «за выдающиеся открытия, касающиеся обмена холестерина и лечения нарушений уровня холестерина в крови».
- Премия Бальцана:
  - История западного искусства: Эрнст Гомбрих (Австрия)
  - Математика: Жан-Пьер Серр (Франция)
- Премия Тьюринга
  - Ричард М. Карп «За его продолжительный вклад в теорию алгоритмов, в том числе за разработку эффективных алгоритмов для потоков на сетях и других комбинаторных оптимизационных задач, сопоставление вычислений полиномиальной сложности с интуитивным понятием эффективности, и, самое главное, за вклад в теорию NP-полноты».
- Международная премия по биологии
  - Эдред Джон Генри Корнер, таксономия и систематика.
- Большая золотая медаль имени М. В. Ломоносова
  - Гильермо Аро (профессор, Мексика) — за выдающиеся достижения в области астрофизики.
  - Михаил Александрович Садовский — за выдающиеся достижения в области геологии и геофизики.
- Другие награды АН СССР
  - Премия имени Г. В. Плеханова — Хачик Нишанович Момджиан — советский философ, доктор философских наук — за работы «Поль Лафарг и философия марксизма» и «Французское Просвещение XVIII века»[13].

## Скончались
- 2 марта — Меркурий Сергеевич Гиляров (род. 1912), русский, советский зоолог, энтомолог, основоположник почвенной зоологии, биолог-эволюционист, академик АН СССР (1974).
- 3 марта — Иосиф Самуилович Шкловский (род. 1916), советский астроном, астрофизик.
- 20 апреля — Чарльз Рихтер (род. 1900), американский сейсмолог, создатель шкалы Рихтера.
- 16 июня  — Китайгородский, Александр Исаакович (род. 1914), советский физик.
- 28 августа — Николай Никифорович Павлов (род. 1902), советский астроном, профессор.
- 31 августа — Фрэнк Бёрнет (род. 1899), австралийский вирусолог, Нобелевская премия по физиологии или медицине (1960 год).
- 7 сентября — Родни Роберт Портер (род. 1917), английский биохимик, Нобелевская премия по физиологии или медицине (1972 год).
- 27 ноября — Фернан Бродель (род. 1902), французский историк.
- 29 октября — Лифшиц, Евгений Михайлович (род. 1915), советский физик.
- 24 ноября — Ласло Биро (род. 1899), изобретатель современной шариковой ручки.